# Deutscher Zentralverlag
Der Deutsche Zentralverlag war ein Verlag in Ost-Berlin von 1946 bis etwa 1964.

## Geschichte
1946 wurde der Deutsche Zentralverlag in Berlin gegründet. Er veröffentlichte zunächst vor allem offizielle Schriften in der Sowjetischen Besatzungszone, wie die Liste der auszusondernden Literatur (1946–1953).
Später folgten Verordnungen der DDR, vor allem aus dem Rechtswesen, wie die Entscheidungen des Obersten Gerichts der DDR, auch die Nationalhymne als offizieller Rechteinhaber. Weitere Veröffentlichungen waren das Statistische Jahrbuch der DDR, Schriften vor allem zum Rechtswesen, einige Zeitschriften, wie Der Neuerer, außerdem  Lohnsteuertabellen, Deutscher Straßenatlas und mehr.
Seit 1963 erschienen die offiziellen Schriften der DDR im neu gegründeten Staatsverlag. Der Deutsche Zentralverlag gab noch einige seiner Zeitschriften bis etwa 1964 heraus und wurde dann aufgelöst.